# ليدا (قمر)
ليدا (بالإنجليزية: Leda )‏المعروف أيضاً باسم المشتري الثالث عشر (بالإنجليزية: Jupiter XIII)‏،هو قمر غير نظامي يتحرك بحركة تراجعية تابع لكوكب المشتري.

## اكتشافه
تم اكتشاف هذا القمر من قبل تشارلز كوال في مرصد بالومار بتاريخ 14 سبتمبر 1974، بعد ثلاث ليال من أخذ العديد من الصور الفوتوغرافية (من 11 إلى 13 سبتمبر، ظهر القمر ليدا في كل صورة منهم)  [4]

## التسمية
سميت نسبة إلى إليذا التي كانت من حبيبات زيوس، المكافئ اليوناني لكوكب المشتري (الذي جاء إليها على شكل بجعة). اقترح تشارلز كوال الاسم ووافق الاتحاد الفلكي الدولي على الاقتراح في عام 1975 

## تصنيفه
ينتمي القمر ليدا إلى مجموعة هيمالايا، والتي تحتوي على خمسة أقمار تدور بين 11 و13 جم من كوكب المشتري على ميل حوالي 27,5 درجة. تم إعطاء العناصر المدارية لهذا القمر ابتداءً من يناير 2000 للميلاد، ولكنها تتغير باستمرار بسبب الاضطرابات الشمسية وحركة الكواكب.